# Netolici
Netolici jsou spolu s Doudlebi a Boletici jedním ze tří hypotetických slovanských kmenů, jež měly v průběhu 6. a 7. století osídlit území jižních Čech a jejichž spojení s kmeny Čechů se mělo v důsledku expanze Přemyslovců v 10. století stát předpokladem pro vznik českého národa. Netolici měli obývat území mezi Vltavou a Otavou, přičemž jejich hlavním centrem měly být dnešní Netolice.
Třebaže současná archeologie prokázala, že jižní Čechy byly skutečně osídleny jiným slovanským etnikem z Podunají než zbytek Čech, jména kmenů Netoliců, Boleticů a Doudlebů, pokud se vůbec jednalo o kmenová uskupení, jsou zřejmě pozdější středověkou a později i romantickou fabulací.

## Historie
Slované začali osidlovat území jižních Čech prokazatelně od druhé poloviny 6. století. V současné době však neexistují žádné soudobé písemné prameny, které by se o Netolicích na území jižních Čech přímo zmiňovaly. V 9. století byl nicméně sepsán dokument o kmenech na sever od Dunaje, přisuzovaný tzv. Bavorskému geografovi, který ve svém soupise kmenů uvádí i jakési Znetolice, kteří údajně ovládali na 74 měst. S ohledem na nejasnost dokumentu a nedostatek jiných pramenů nelze spojení jihočeských Netoliců se Znetolici podložit, ani vyvrátit.
Přítomnost slovanského etnika původem z Podunají na území přisuzovaném Netolicům na jihu Čech je však jasně prokázána množstvím archeologickým nálezů spolu s hradišti a typickými mohylami. V případě kmene Doudlebů se uvádí, že do jižních Čech přišli z jihu z Panonie v době druhé vlny osidlování Čech v důsledku avarské tyranie. Pokud je přijímána teorie o existenci Netoliců a Boleticů, předpokládá se, že tyto dva kmeny, pokud lze o kmenech vůbec hovořit, postupně s Doudlebi splynuly.
Kosmas ve své kronice uvádí, že hradiště Netolice a Doudleby byly již v 10. století v držení rodu Slavníkovců. Obecně se předpokládá, že Netolici spolu s Boletici a Doudlebi, postupně podlehli expanzi ze severu, ovšem současné (kontroverzní) poznání nevylučuje vliv Slavníkovců v jižních Čechách tak, jak uvádí Kosmas, i když nově vznikající hradiště v 10. století přisuzuje přímo Přemyslovcům.